# 1949年過渡法
《1949年過渡法》是以色列制憲會議於1949年2月16日制定的法律，旨在為以色列政府體制奠定基礎。該法為臨時國是會議制定的《1948年政府及司法程序條例》之延續。
過渡法是以色列首部由民選機構制定的法律，也是唯一一部由制憲會議制定的法律。
該法第1條訂定，「以色列國的立法機構稱為以色列國會」。該法頒佈後，制憲會議即時更名為第一屆以色列國會。

## 外部連結
- 《1949年過渡法 （页面存档备份，存于）》以色列國會網站